# Wertewandel
Der Begriff Wertewandel kennzeichnet einen Wandel gesellschaftlicher und individueller Normen und Wertvorstellungen.

## Bleibende und sich wandelnde Werte
Die Wertvorstellungen der Menschheit haben sich im Laufe der historischen Entwicklung zu allen Zeiten verändert. Ein Beispiel ist das Vergeltungsprinzip bei Körperverletzungen, wie es im Alten Testament aufgestellt wird („Auge um Auge, Zahn um Zahn“): Während heute mit einer Körperverletzung rechtlich und – auch was die moralische Einschätzung betrifft – ganz anders umgegangen wird, stellte der Grundsatz „Auge für Auge“ seinerseits bereits einen Wendepunkt dar. Er wirkte strafmildernd und sollte ausufernde Blutrache vermeiden.
Wertvorstellungen sind dann relativ dauerhaft, wenn sie sich zwingend aus Gründen der Selbst- und Existenzerhaltung zu ergeben scheinen.
Mit sich ändernden Denkstilen werden alte Begründungen als unlogisch, als „nur“ religiös begründet oder als nutzlos empfunden, und entsprechende Wertvorstellungen (zum Beispiel Schamhaftigkeit, Feiertagsheiligung, Nahrungstabus) entfallen im Laufe der Zeit bzw. werden neben abweichenden neuen allenfalls toleriert.
Die essentiellen Inhalte zu den Begriffen „Wert“ und auch „Norm“ werden in den Disziplinen der Humanwissenschaften wegen ihrer jeweiligen Methode und Terminologie unterschiedlich definiert. Variierende Interpretamente treten auch innerdisziplinär auf. Das Denkmodell „Wertewandel“ ist davon folgerichtig betroffen: Bei seinen philosophischen Arbeiten zur Theorie der Sittlichkeit negierte Walter Heistermann, Rektor der Pädagogischen Hochschule Berlin, die bereits 1966 benannte Krise der sittlichen Werte. Mit dieser Ablehnung zog er auch einen Wandel dieser Werte nicht in Betracht. Sie „sind krisenfrei und eindeutig wie der Sinn von ja und nein.“ Das auch später weiterhin untersuchte Problem einer diesbezüglichen Krise sah er dagegen in den „Haltungen, die von einer bestimmten Produktionsweise und einem bestimmten sozialen Gefüge der Gesellschaft abhängig sind.“ 2006 konstatierte Rupert Lay, dass „Werte verloren gegangen“ seien. Er belegte die Entstehung dieses Zustandes durch Ereignisse einer langfristigen „Verschiebung der Werteordnung“ bis zu einem „Verfall der Werte“. Mit seinem wirtschaftsethischen Plädoyer forderte er in praktischen Empfehlungen zu einer „neuen Redlichkeit“ mit wertorientierter Wirkung auf.
Eine Theorie über die Änderung der Werte in einer Gesellschaft kann nicht ohne die Betrachtung der psychologischen Verhaltensmuster der handelnden Personen und ihrer Auswirkungen auf die Kultur aufgestellt werden. Auf der Grundlage stammesgeschichtlicher Daten und mit psychiatrischer Analyse beschrieb Otto W. Haseloff 1959 die der Orientierung nützende Ordnungsfunktion von Kultur und die Kulturdynamik als verändernde „lebensdienliche Gestaltung objektiver Sachverhalte“. In diesem Prozess stehen die für die Existenz notwendige und unterschiedliche Integriertheit des Menschen in kulturelle Normsysteme („Gefüge moralischer Elemente“) und seine Kultur schaffenden Gestaltungsmöglichkeiten in Relation zu den Parametern individuelles Lebensalter, Größe der zugehörigen Gruppen und Struktur der Wohngegend als Bedingungen für die Bedürfnisregulation. Alexander und Margarete Mitscherlich untersuchten mittels eines Rückgriffs auf den von Freud verwendeten Begriff der Kultureignung – neu definiert z. B. als Fähigkeit der Einfühlung in andere – die Wechselwirkungen und Bedingungen, von denen in der individuellen Persönlichkeitsentwicklung die kindliche Weiterentwicklung der von den Eltern vermittelten Wertdeutung, ihre Ablehnung oder eine – wenn auch korrigierende – Akzeptanz der elterlichen Wertvorstellungen abhängt. Nach einer 20 Jahre dauernden Analyse veröffentlichten sie 1967 die Beschreibung eines dynamischen Ursache-Wirkung-Komplexes, der beispielsweise für die Kindergeneration der Nachkriegszeit Deutschlands trotz der Erschütterung der Wertgefühle in weiten Kreisen der Gesellschaft zu der Voraussetzung wurde auf die diffus empfundenen Werte der Elterngeneration labil fixiert zu sein.
Auf sozialpsychologischer Grundlage erklärte Erich Fromm 1976 mit seinem Ansatz einer philosophischen Anthropologie Haben oder Sein die Entwicklung einer neuen Gesellschaft, in der Menschen den „Antagonimus durch Solidarität ersetzen“. Werthafte Ziele formulierte er in der Bedeutung von „Idealen“ eines gesellschaftlichen Arrangements als „das menschliche Wohlergehen und die Verhinderung menschlichen Leids“. Die wechselseitige Beeinflussung von Psychologie und Soziologie erbrachte bereits in der 1. Hälfte des 20. Jahrhunderts Ergebnisse. Untersuchungen über die Mentalität des Menschen und zugleich über seine dynamischen gesellschaftlichen Verflechtungen wurden bereits in den 1930er Jahren von dem deutsch-britischen Soziologen Norbert Elias in seinem Hauptwerk Über den Prozeß der Zivilisation durchgeführt. Einen anderen Ansatz wählte in den 1950er Jahren der US-amerikanische Psychologe Clare W. Graves, der eine Theorie der zyklisch auftauchenden Ebenen der Existenztheorie veröffentlichte. In jüngster Zeit wurde diese Theorie im Konzept der Spiral Dynamics des amerikanischen Psychologen Don Beck weiter ausgebaut und kann als Beschreibungsmodell des Wertewandels heutiger Gesellschaften dienen.

## Soziologische Modelle des Wertewandels
Bei den soziologischen Untersuchungen des Wertewandels hinsichtlich der Richtung des Wertewandels in der „heutigen Zeit“ konstituiert sich eine Situation dergestalt, dass zwei Extrema und eine differenzierte Position vertreten werden: Einerseits findet nach Ronald Inglehart seit den 1970er Jahren eine Abwendung von materiellen Werten und eine Zuwendung zu postmateriellen Werten statt. Inglehart sieht im Wertewandel den Wandel hin zu einer humanistischeren Gesellschaft, die sich durch eine höhere Bereitschaft zu Engagement und durch die verstärkte Orientierung an Autonomie, Freiheit und Emanzipation auszeichnet. Andererseits gibt es nach Elisabeth Noelle-Neumann seit 1968 einen kontinuierlichen Werteverfall. Als Symptome werden Bedeutungsverluste von Kirche und Religion, Autoritätsverluste, sowie die Erosion zahlreicher vermeintlicher Tugenden (jetzt eher als „Sekundärtugenden“ gesehen), abnehmender Gemeinsinn und ein sinkendes politisches Engagement genannt. Die differenziertere Position bezieht Helmut Klages mit seinem „Konzept der Wertesynthese“. Eine postulierte Annahme geht dabei davon aus, dass Wertewandel ein Erfordernis moderner Gesellschaft ist und ein Zwang zur Individualisierung herrscht.

### Ronald Inglehart:Die stille Revolution
Als Stille Revolution bezeichnete Ronald Inglehart im Jahre 1977 den durch einen sozioökonomischen Modernisierungsprozess bedingten Wandel von materialistischen zu postmaterialistischen Werten.
Zu den materialistischen Werten zählen das „Streben nach Wohlstand“, das Verlangen nach physischer und wirtschaftlicher Sicherheit und die Orientierung an Recht und Ordnung. Materialistische Werte stehen in Zusammenhang mit ethnozentrischen Einstellungen und einem niedrigeren Niveau an Vertrauen und Toleranz.
Zu den postmaterialistischen Werten zählen Selbstverwirklichung, die stärkere Orientierung an Freiheit, Emanzipation und Lebensqualität und das Verlangen nach „Zugehörigkeit, Ansehen und intellektuelle(r) und ästhetische(r) Zufriedenheit“. Postmaterialistische Werte, auch als Selbstentfaltungswerte bezeichnet, fördern zudem die Geschlechtergleichheit, den Umweltschutz und das Verlangen nach Partizipation.
Die Theorie der Stillen Revolution basiert auf den folgenden zwei Schlüsselhypothesen:
1. Die Mangelhypothese: „Die Prioritäten eines Individuums reflektieren die sozioökonomische Umwelt. Den höchsten subjektiven Wert mißt man solchen Dingen bei, die relativ knapp sind.“[11]
2. Die Sozialisationshypothese: „Die Beziehung zwischen sozioökonomischer Umwelt und Wertprioritäten stellt man nicht regelmäßig her: sie geschieht mit erheblicher Zeitverzögerung, denn die nicht hinterfragten Werte eines Menschen spiegeln im hohen Maße die Bedingungen wider, die in seinen Entwicklungsjahren herrschten.“[11]

Die Mangelhypothese ist angelehnt an die hierarchische Rangordnung von Bedürfnissen nach Abraham Maslow und besagt, dass die Orientierung an höheren Bedürfnissen wie Individualbedürfnissen und Selbstentfaltung erst möglich ist, wenn die grundlegenden physiologischen Bedürfnisse befriedigt sind. Laut Inglehart messen Menschen, die in Armut und Unsicherheit leben, materialistischen Orientierungen wie Prosperität und Sicherheit z. B. einen höheren Wert zu als postmaterialistischen Werten wie ästhetischer Zufriedenheit oder Selbstentfaltung. Die Herausbildung von Werten, die sich aus der Mangelhypothese ergibt, ereignet sich nach der Sozialisationshypothese Ingleharts in den Entwicklungsjahren eines Menschen und die herausgebildeten Werte bleiben dann für den Rest des Lebens relativ stabil.
Inglehart untermauerte diese Hypothesen mit Umfrageergebnissen der World Values Survey Association, der er als Präsident vorstand. Die Ergebnisse belegen, dass kurzfristige Werteveränderungen auf Veränderungen des sozioökonomischen Umfelds zurückzuführen sind. Inflation, politische Unsicherheiten oder Kriminalität in einem Land führen zu Zunahmen materialistischer Werte in der Bevölkerung.
Der langfristige Anstieg postmaterieller Werte in der Gesamtbevölkerung sei hauptsächlich darauf zurückzuführen, dass junge Geburtenkohorten ältere Geburtenkohorten ersetzen. In Europa weisen die Geburtenkohorten, die während der Weltkriege und in der Nachkriegszeit sozialisiert wurden, geringere Ausprägungen an postmaterialistischen Werten auf als jüngere Geburtenkohorten, die in zunehmendem Wohlstand und sichereren politischen Verhältnissen aufgewachsen sind, was als Beleg der Mangelhypothese angesehen werden könne.
Bei internationalen Umfragen konnte auch ein starker Zusammenhang zwischen wirtschaftlichem Wohlstand und der Ausprägung postmaterialistischer Werte festgestellt werden. Gebildete Menschen weisen tendenziell auch höhere Ausprägungen an postmaterialistischen Werten auf, während Bildung laut Abramson und Inglehart aber auch ein Indikator für den sozioökonomischen Status ist. Zudem konnte ein positiver Zusammenhang zwischen dem Wohlstand und der Säkularisierung einer Gesellschaft festgestellt werden.
Die Ergebnisse der World Values Surveys zeigen, dass sozioökonomischer Wohlstand und wirtschaftliches Wachstum international zu höheren Ausprägungen an postmaterialistischen Werten führen. Laut Inglehart und Welzel sei dieser Prozess aber weder determiniert oder linear, noch führe er zu einem uniformen globalen Wertesystem, da Werte nicht nur durch sozioökonomische Entwicklungen, sondern auch durch Religion, Tradition, Philosophie, Migration und andere Faktoren beeinflusst werden. So handele es sich beim Wertewandel auch nicht um eine Verwestlichung der Welt. Außerdem gehen Abramson und Inglehart davon aus, dass der Trend zum Postmaterialismus mit zunehmender sozioökonomischer Modernisierung schwächer werden wird.
Modernisierung, Wertewandel und Demokratie
Inglehart und Welzel sahen im Wertewandel, der durch sozioökonomischen Fortschritt bedingt wird, eine Entwicklung hin zu einer humanistischeren Gesellschaft. Durch die zunehmende Ausprägung von Selbstentfaltungswerten könne der universelle menschliche Wunsch nach Autonomie erfüllt werden und so lasse sich der Modernisierungsprozess weniger als eine Rationalisierung der Autoritäten nach Max Weber, sondern vielmehr als eine Emanzipation von Autoritäten verstehen.
Laut Inglehart und Welzel führe der sozioökonomische Modernisierungsprozess zu einer „materiellen, intellektuellen und sozialen Unabhängigkeit“, sodass sich für das Individuum die Möglichkeit selbst bestimmten Handelns ergibt. Aufgrund des Wertewandels werde dieses selbstbestimmte Handeln priorisiert. Außerdem manifestieren sich die Selbstentfaltungswerte zunehmend in Institutionen und so bedinge der Wertewandel indirekt die Demokratisierung einer Gesellschaft. Inglehart und Welzel betonten, dass Selbstentfaltungswerte einen starken Einfluss auf die Entwicklung von formalen und besonders von effektiven Demokratien haben. Auswirkungen von demokratischen Institutionen auf die Selbstentfaltungswerte seien jedoch gering. Effektive Demokratisierungsprozesse fundieren demnach auf der Zunahme von Selbstentfaltungswerten und nicht auf dem Versuch Demokratie institutionell zu konstruieren.
Kritik
Fachwissenschaftliche Kritik am Wertewandel nach Inglehart gibt es beispielsweise bezüglich Items zur Bestimmung der Ausprägung materialistischer und postmaterialistischer Werte. 1970 dienten vier Items zur Bestimmung dieser Werte, später zwölf. Außerdem gibt es Kritik bezüglich der „Dichotomie zwischen Materialisten und Postmaterialisten, unkritischer Rezeption von A. H. Maslows Bedürfnispyramide [und der] Generationenhypothese in Bezug auf die Träger des Wandels“.

### Elisabeth Noelle-Neumann: Die Gefahr des Werteverfalls
Während Inglehart die beobachteten Wertveränderungen in der Bundesrepublik als Fortschritt zu einem qualitativ höherwertigen gesellschaftlichen und politischen Entwicklungsniveau interpretiert, warnen andere vor den Gefahren des Wertewandels. Elisabeth Noelle-Neumann sagt voraus, dass das Vordringen von Selbstentfaltungswerten auf Kosten traditioneller bürgerlicher Pflichten (preußische Tugenden) gesellschaftliche Auflösungserscheinungen zur Folge haben werde. Der Werteverfall moderner Jugendlicher habe einen 1968 deutlich gewordenen und in seiner Intensität bis dato unbekannten Generationenkonflikt zur Folge gehabt.
Beispielhaft nennt Noelle-Neumann, die Abnahme der Bindung der Menschen an Religion und Kirche, die schwindende Akzeptanz der Beschränkung individueller Freiheiten durch Normen, Hierarchien oder Autoritäten, den Bedeutungsverlust tradierter Tugenden wie Höflichkeit, gutes Benehmen, Pünktlichkeit, Ordentlichkeit, Sauberkeit, Sparsamkeit, die Ablösung der bürgerlichen Leistungsethik durch zunehmende Freizeitorientierung und die Abnahme von Gemeinschaftssinn und Bindungsfähigkeit der Menschen, sich in erprobten Formen in politischen Gemeinwesen zu engagieren.
In dieser Entwicklung sieht sie eine Gefahr für die pluralistische Gesellschaft. Einwirkungsmöglichkeiten sieht sie ansatzweise in einer stärker werteorientierten Erziehung und einer Änderung der öffentlichen Meinung.

### Helmut Klages: Wertesynthese statt Werteverfall

#### Typologie des Wertewandels
Helmut Klages beabsichtigt eine ordnende Beschreibung der Realität bzw. des gedanklichen Gebildes „Wertewandel“ mithilfe eines Typisierungsansatzes zu bewerkstelligen. Dabei bezieht er sich zum einen auf die „Dimension Selbstentfaltungswerte“, die weitgehend mit dem Inglehart’schen Postmaterialismus korrespondiert, zum anderen auf die Dimension Pflicht- und Akzeptanzwerte. Die Selbstentfaltungswerte setzen „sich [dabei] aus zwei eher heterogenen Wertkomplexen zusammen: Zum einen aus den Werten eines gesellschaftsbezogenen […], zum anderen aus individualistischen bzw. hedonistischen Werten […]“ Klages, 1984.
Durch die Kreuzklassifikation der beiden Dimensionen, bzw. Variablen, spannt Klages eine Vierfelder-Matrix auf, anhand derer er vier „Wertetypen“ erhält. Neben den „reinen“ Wertetypen, die entweder zu einer nahezu geschlossenen Antwort hin nach „Pflicht- und Akzeptanzwerten“ neigen (Konventionalisten), oder aber hin zu Selbstentfaltungswerten (Idealisten), erhält er auch zwei Mischtypen. Diese Mischtypen zerfallen einerseits in den Typ, der geringe Ausprägungen bei den beiden Dimensionen aufweist (Resignierte), sowie andererseits und demgegenüber hohe Ausprägungen zeigt (Realisten). Unter dem Typus der „Realisten“ versteht Klages weiterhin die sogenannte Wertsynthese.
Bei Klages ist „Wertesynthese“ der zentrale Begriff. Danach müssen alte und neue Werte nicht in Opposition zueinander stehen, sondern können bei vielen Menschen (vor allem bei aktiven Realisten) sogar eine produktive Wechselwirkung entfalten. Thomas Gensicke zeigte im Anschluss an Klages, dass die heutige Jugend sogar eine generelle Neigung zur Wertesynthese hat. Beide zeigen wie das Konzept der Wertesynthese entwickelt wurde und wie die Wertesynthese funktioniert.

#### Diskussion der Hypothesen Ingleharts
Helmut Klages stimmt mit Inglehart darin überein, dass in den Industriegesellschaften ein Wertewandel stattgefunden hat, und kommt durch empirische Studien zu dem Rückschluss, dass Werte wie Gehorsam und Unterordnung deutlich zurückgehen, hingegen Selbstständigkeit und freier Wille normativ ansteigen. In der Tatsache, dass das Wertepaar „Ordnungsliebe“ und „Fleiß“ dauerhaft auf relativ konstantem Niveau bleibt, sieht Klages einen Fehler in der Inglehartschen These, dass der Wertewandel komplett in eine Richtung verlaufe.
Ein Kritikpunkt Klages’ richtet sich an die These, dass die Korrelation zwischen Höhe des Bruttosozialproduktes und der Ausprägung eines individualistischen Wertekomplexes weniger mit der Zunahme postmaterieller Werte zusammenhängt, als vielmehr eine Entwicklung darstellt, deren Ursachen in unserem Bildungs- und Beschäftigungswesen liegen. Weiterhin stimmt Klages mit Ingleharts These darin überein, dass es einen offensichtlichen Zusammenhang zwischen individualistischen Werten und der Höhe des Bildungsniveaus gibt.

#### Zusammenhang von Bildungsniveau und individualistischen Werten
Das vermittelte Wissen gibt den Jugendlichen eine Möglichkeit der Relativierung von Wertvorstellungen ihres sozioökonomischen Umfeldes. Dazu kommt, dass sich die Sozialisation Jugendlicher heutzutage meist in peer groups vollzieht, was zu einer Wertevorstellung in Richtung Selbstständigkeit und Selbstentfaltung führt. Zumeist Kinder aus den unteren Sozialschichten grenzen sich bei zunehmendem Bildungsniveau bewusst extrem von den Wertvorstellungen ihrer Eltern ab. Das moderne Schulsystem stellt die Anforderung der Selbstständigkeit an jeden Schüler. Daran gebunden ist die Forderung zur Fähigkeit der Reflexion, welche eine Notwendigkeit für das Bestehen im Bildungsalltag darstellt. Dieser Zwang zur Selbstentfaltung stellt einen bedeutenden Faktor in der Werteorientierung dar. Das moderne Bildungssystem offeriert den Schülern die Möglichkeit der Selbstdarstellung, die es in dieser Form noch nicht gegeben hat.

#### Folgen des Wertewandels
Selbstverwirklichung entspricht den Erfordernissen moderner Gesellschaften.
Der Wegfall der großen wertegebenden Institutionen wird durch Bildung kleinerer autonomer Subsysteme aufgewogen oder ganz kompensiert. Von Seiten der Subsysteme sind vor allem Kreativität, Beweglichkeit und Neugier gefragt, was analog zu individualistischen Selbstentfaltung liege. Selbstentfaltung ist keine affektiv betonte und lustvoll erlebte Triebbefriedigung, sondern der Zwang des Individuums, seine Qualitäten zu fördern und ins gesellschaftliche Leben einzubringen.
Von einem Verlust von Sekundärtugenden wie Ordnungsliebe, Fleiß und Pflichterfüllung könne von empirischer Seite keine Rede sein. Vielmehr werden diese situationsangemessen gehandhabt und dadurch weniger offensichtlich. Aus der steigenden Toleranz gegenüber diversen Minderheiten folgt, dass Selbstentfaltung keinesfalls Egoismus und Verantwortungslosigkeit bedeuten muss. Selbstverwirklichung muss keine Anonymisierung zur Folge haben, da durch sie ganz neue soziale Netzwerke entstehen können. Der Wegfall „universaler“ Wertevorstellungen wird durch neue, alle Subsysteme verbindende Werte ersetzt, wie instrumentelle Intelligenz, Flexibilität, Anpassungs- und Umstellungsgeschick oder hochentwickelte Fähigkeit, Misserfolge oder Versagen zu ertragen und produktiv zu verarbeiten.
Die 1990er und 2000er Jahre zeigen unter den jungen Menschen einen Wiederanstieg des für Deutschland klassischen Werte-Inventars (sog. Sekundärtugenden). Die Shell Jugendstudien belegen das anhand der Werte „Gesetz und Ordnung respektieren“, „nach Sicherheit streben“ und vor allem „fleißig und ehrgeizig sein“. Da jungen Menschen Selbstentfaltung weiterhin sehr wichtig ist, insbesondere in seiner hedonistischen Form, muss man von einer grundsätzlichen Disposition zur Wertesynthese ausgehen. Die Shell Jugendstudien sprechen auch von einem neuen Bedürfnis nach Ordnung und Berechenbarkeit in einer unübersichtlich gewordenen globalisierten Welt.